# بوهدان اسمشکو
بوهدان اسمشکو (اوکراینی: Богдан Володимирович Смішко؛ زادهٔ ۲۰ اوت ۱۹۷۸) بازیکن فوتبال اهل اوکراین است.
از باشگاه‌هایی که در آن بازی کرده‌است می‌توان به باشگاه فوتبال چورنومورتس اودسا اشاره کرد.